# Царі Коледи
Царі Коледи або Царі Різдва (біл. Цары Каляды) — традиційний новорічний народний обхідний обряд і свято в селі Семежево Копильського району Мінської області в Білорусі. Святкується на Святки, може вважатися різновидом Щедрого вечора. У 2009 році включений до списку нематеріальної культурної спадщини ЮНЕСКО, як об'єкт, який потребує термінового захисту.

## Опис обряду
У святі беруть участь близько 500 осіб. У 2009 році населення села становило 1252 особи, однак у святі беруть участь також жителі сусідніх сіл і жителі міст, які приїжджають на різдвяні канікули до родичів у село.
Свято включає колядування, елементи народної п'єси «Цар Максиміліан», відомої з початку XVIII століття.
Згідно з переказами, перед Новим роком, солдати та офіцери, розквартировані біля села, ходили домівками місцевих жителів, показували сценки та отримували за це подарунки. Після передислокації солдатів в інше місце традицію продовжили місцеві молоді люди, що одягаються в костюми, які нагадують військову форму. Таких ряджених зазвичай буває семеро, їх стали називатися «царями», вони отримали імена Цар Максимільян, Цар Мамай та інші. Костюм складається з білих штанів і сорочки, пояси з традиційним геометричним візерунком, червоних ременів хрестом через груди, чорних чобіт і високих паперових шапок-ківери з різнокольоровими стрічками. Царів на святі супроводжують комічні персонажі Діда (виконує дівчина в обірваної чоловічому одязі) і Баби (виконує хлопець).
У першу чергу «царі» обходять будинки неодружених дівчат, у кожному будинку виконують сценки, а потім висловлюють добрі побажанням господарям, і у відповідь отримують подарунки. Увечері процесію освітлюють смолоскипи.
Обряд зародився в селі в кінці XVII—XVIII століттях і проводився до 1960-х років. З кінця 1960-х років по 1980 рік традиція свята була порушена, обряд проводився лише епізодично. У 1980 році група ентузіастів відновила святкування. У 2000-ті роки обряд виконувався кількома групами «царів» одночасно.
Свято було визнано ЮНЕСКО, що потребує захисту через переселення активного населення в міста і втрати інтересу до свята серед молоді.
Компанія «Белвідеоцентр» зняла документальний фільм про Царів Коледи (сценарист Тетяна Кухарьонок).